# Нестерпні боси 2
«Нестерпні боси 2» (англ. Horrible Bosses 2) — американська кримінальна кінокомедія режисера Шона Андерса, що вийшла 2014 року. Стрічка є продовженням фільму «Нестерпні боси» (2011) і розповідає про трьох друзів, що захотіли стати начальниками власного бізнесу. У головних ролях Джейсон Бейтман, Джейсон Судейкіс, Чарлі Дей.
Уперше фільм продемонстрували 12 листопада 2014 року у Великій Британії. В Україні у широкому кінопрокаті показ фільму розпочався 27 листопада 2014.

## Сюжет
Найкращі друзі Нік, Курт і Дейл не хочуть більше залежати від начальників, тому вони планують відкрити свій бізнес. У них є ідея, проте немає грошей. Але їм пощастило, їхня ідея сподобалась Берту Генсону, великому бізнесмену. Тому він погоджується вкласти гроші у їхню справу. Проте жадібний інвестор все обставив так, що тепер він є власником бізнес-ідеї Ніка, Курта і Дейла.

## Творці фільму

### У ролях
| Актор             | Роль                                            |
| ----------------- | ----------------------------------------------- |
| Джейсон Бейтман   | Нік Гендрікс, друг Курта і Дейла                |
| Джейсон Судейкіс  | Курт Бакмен, друг Ніка і Дейла                  |
| Чарлі Дей         | Дейл Арбус, друг Ніка і Курта                   |
| Дженніфер Еністон | Джулія Гарріс, доктор, колишня начальниця Дейла |
| Кевін Спейсі      | Девід Гаркен, колишній начальник Ніка           |
| Джеймі Фокс       | Дін Джонс, злочинець                            |
| Кріс Пайн         | Рекс Генсон, син Берта                          |
| Крістоф Вальц     | Берт Генсон, батько Рекса, бізнесмен            |
| Джонатан Бенкс    | детектив Хетчер                                 |
| Кіген-Майкл Кі    | Майк                                            |

### Знімальна група
- Кінорежисер — Шон Андерс
- Сценаристи — Шон Андерс і Джон Морріс
- Кінопродюсери — Кріс Бендер, Джон Морріс, Бретт Ратнер, Джон Рікард і Джей Штерн
- Виконавчі продюсери — Річард Бренер, Семюел Дж. Браун, Джон Ченг, Майкл Диско, Тобі Еммеріх і Діана Покорни
- Композитор — Крістофер Леннерц
- Кінооператор — Хуліо Макат
- Кіномонтаж — Ерік Кіссек
- Підбір акторів — Рейчел Теннер
- Художник-постановник — Клейтон Гартлі
- Артдиректор — Кріста Манро
- Художник по костюмах — Керол Ремсі[7].

## Сприйняття

### Оцінки
Фільм отримав загалом змішані відгуки: Rotten Tomatoes дав оцінку 35 % на основі 135 відгуків від критиків (середня оцінка 4,7/10) і 48 % від глядачів зі середньою оцінкою 3,2/5 (57 923 голоси). Загалом на сайті фільми має погані оцінки, фільму зарахований «гнилий помідор» від кінокритиків і «розсипаний попкорн» від глядачів, Internet Movie Database — 6,3/10 (104 318 голосів), Metacritic — 40/100 (36 відгуків критиків) і 6,1/10 від глядачів (173 голоси). Загалом на цьому ресурсі від критиків фільм отримав змішані відгуки, а від глядачів — схвальні.

### Касові збори
Під час прем'єрного показу у США, що розпочався 26 листопада 2014 року, протягом першого тижня фільм показали у 3 375 кінотеатрах і він зібрав 15 457 418 $, що на той час дозволило йому зайняти 5 місце серед усіх прем'єр. Показ фільму тривав 86 днів (12,3 тижня) і завершився 19 лютого 2015 року, зібравши у прокаті у США 54 445 357 доларів США, а у решті світу 53 225 000 $ (за іншими даними 51 500 000 $), тобто загалом 107 670 357 доларів США (за іншими даними 105 945 357 $) при бюджеті 42 млн доларів США (за іншими даними 51 500 000 $).

### Виноски
1. 1 2  Horrible Bosses 2: Release Info (англ.). Internet Movie Database. Процитовано 9 лютого 2016.
2. 1 2  Нестерпні боси 2. Kino-teatr.ua. Процитовано 9 лютого 2016.
3. 1 2 3 4 5  Horrible Bosses 2 (англ.). Box Office Mojo. Процитовано 9 лютого 2016.
4. 1 2 3 4 5 6  Horrible Bosses 2 (2014) (англ.). The Numbers. Процитовано 9 лютого 2016.
5. ↑  Horrible Bosses 2 (2014) (англ.). AllMovie. Процитовано 9 лютого 2016.
6. ↑  Нестерпні боси 2. Кіноманія. Архів оригіналу за 9 лютого 2016. Процитовано 9 лютого 2016.
7. ↑  Horrible Bosses 2: Full Cast & Crew (англ.). Internet Movie Database. Процитовано 9 лютого 2016.
8. ↑  Horrible Bosses 2 (англ.). Rotten Tomatoes. Процитовано 9 лютого 2016.
9. ↑  Horrible Bosses 2 (англ.). Internet Movie Database. Процитовано 9 лютого 2016.
10. ↑  Horrible Bosses 2 (англ.). Metacritic. Процитовано 9 лютого 2016.